# Scripps Research
Scripps Research, früher Scripps Research Institute, ist eine medizinische Forschungseinrichtung mit Schwerpunkt Biomedizin und Chemie. In seiner heutigen Form besteht es seit 1993; seine Vorgängerorganisationen gehen jedoch bis auf das Jahr 1924 zurück. Das Wissenschaftsmagazin Nature stufte es 2019 in seiner Rangliste der weltweit bedeutendsten biomedizinischen Forschungseinrichtungen auf Platz 29 ein.

## Organisation

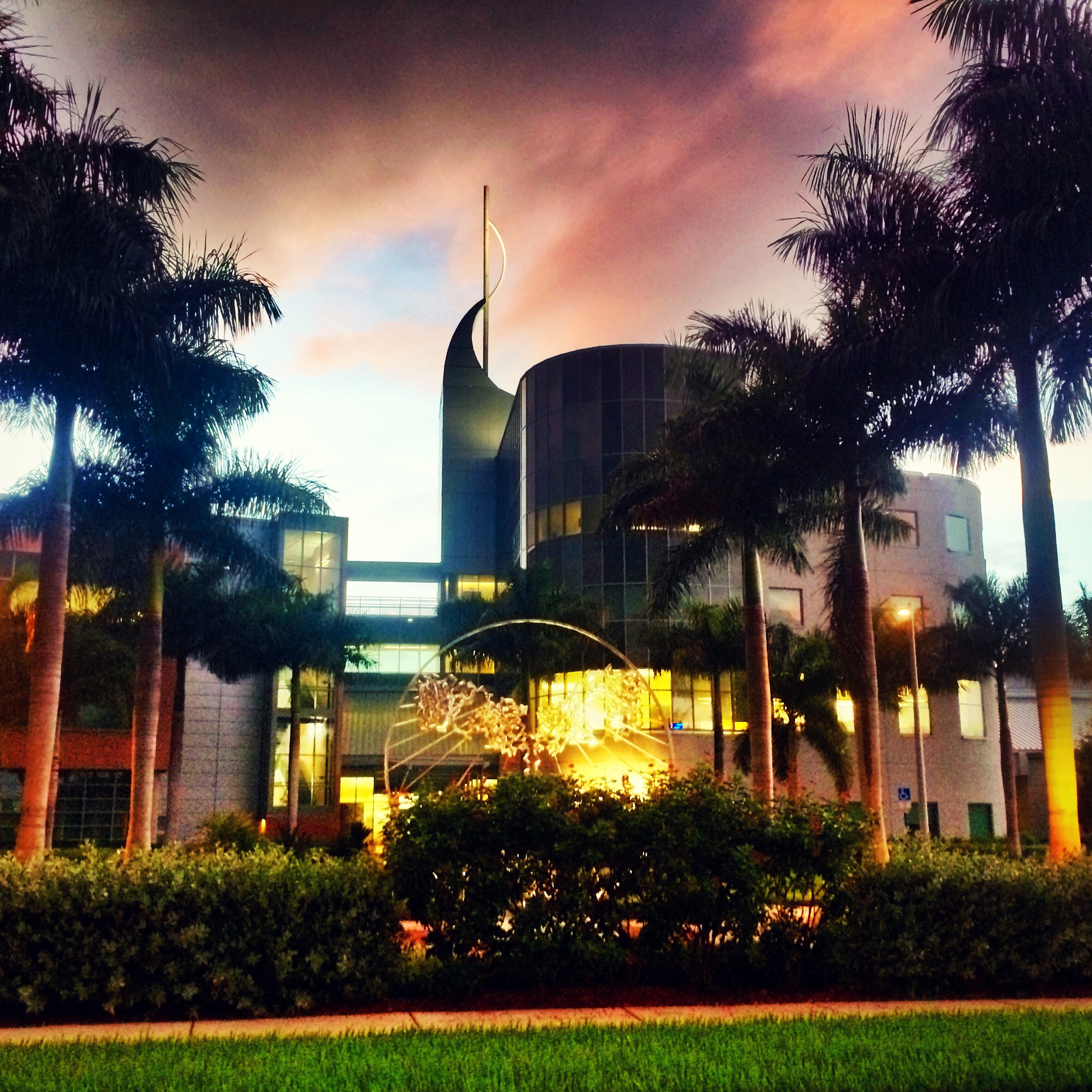
Campus in Florida

Das Institut mit Hauptsitz in La Jolla, Kalifornien (zweiter Sitz Scripps Florida in Jupiter, Florida) beherbergt ca. 3000 Wissenschaftler, Techniker, Doktoranden und Verwaltungsangestellte und gehört damit zu den größten privaten und nicht gewinnorientierten biomedizinischen Forschungsorganisationen der Welt. Es hat Fachbereiche für Zellbiologie, Chemie, Immunologie, Molekularbiologie, experimentelle Medizin, Neurobiologie und Neurowissenschaften. Präsident ist seit 2012 Michael A. Marletta, sein Vorgänger war seit 1987 Richard A. Lerner.
Dem Institut sind folgende Einrichtungen angegliedert:
- Das Skaggs Institute for Chemical Biology
- Das Pearson Center for Alcoholism and Addiction Research
- Das Harold L. Dorris Neurological Research Center
- Das Helen L. Dorris Child and Adolescent Neuro-Psychiatric Disorder Institute
- Das Institute for Childhood and Neglected Diseases
- Das Center for Integrative Molecular Biosciences

Es bietet Graduiertenkollege für Biologie, Biophysik, Biochemie und Chemie an der Kellogg School of Science and Technology.
Das Institut wird häufig mit der der University of California, San Diego, angegliederten Scripps Institution of Oceanography in Verbindung gebracht. Beide Einrichtungen liegen zwar dicht beieinander, sind jedoch unabhängig voneinander.
Das Institut war Initiator des Predictor@home-Projektes aus dem Bereich des verteilten Rechnens.

## Geschichte
Am 11. Dezember 1924 gründete die Philanthropin Ellen Browning Scripps in La Jolla die Scripps Metabolic Clinic zur Diagnose, Behandlung und Erforschung von Diabetes und anderen Stoffwechselkrankheiten. Zu Beginn ihrer Existenz war die Klinik Teil des im September desselben Jahres gegründeten Scripps Memorial Hospital. Bei Ellen Browning Scripps’ Tod 1932 hinterließ sie der Klinik 300.000 US-Dollar für Forschungszwecke.
1946 wurde die Klinik vom Scripps Memorial Hospital unabhängig, und ein Großteil der Mittel wurden dem Bau eines Forschungslabors und der Einstellung von biomedizinischen Forschern gewidmet. In den folgenden Jahren wurden mehrere neue Abteilungen gegründet, darunter für Gastroenterologie, Allergien, klinische Immunologie, experimentelle Pathologie und Mikrobiologie.
1956 firmierte die Metabolic Clinic in Scripps Clinic and Research Foundation um. 1977 wurden die Forschungsprogramme der Klinik in zum Research Institute of Scripps Clinic zusammengefasst. 1993 wurde das Scripps Research Institute von Scripps Health getrennt und zu einer unabhängigen Organisation.
2001 erhielt der bei Scripps tätige Barry Sharpless den Nobelpreis für Chemie für seine Forschungsarbeiten zu stereoselektiven Oxidationsreaktionen; ein Jahr später wurde der ebenfalls als Professor am Scripps Research Institute arbeitende Kurt Wüthrich für seine Entwicklungen zur Strukturanalyse biologischer Makromoleküle mittels Kernresonanzspektroskopie mit dem Preis geehrt.
2003 gab Scripps Research bekannt, einen vom Staat Florida und lokalen Gebietskörperschaften finanzierten Standort in Palm Beach County eröffnen zu wollen. Der Standort in Jupiter (Florida) wurde 2009 eingeweiht.
2021 erhielt der am Scripps Research forschende Ardem Patapoutian zusammen mit David Julius den Nobelpreis für Physiologie oder Medizin für seine Arbeit an den Rezeptoren PIEZO1, PIEZO2 und TRPM8 für Druck und Temperatur.
2022 erhielt Barry Sharpless erneut den Nobelpreis für Chemie, diesmal für seine Arbeiten zum zielgerichteten Aufbau von Molekülen mit Click-Chemie.